# 2e corps d'armée (Allemagne)
Pour les articles homonymes, voir 2e corps d'armée.
Le 2e corps d'armée (en allemand : II. Armeekorps) était un corps d'armée de l'armée de terre allemande: la Heer au sein de la Wehrmacht pendant la Seconde Guerre mondiale.

## Hiérarchie des unités
| Nom          | Nbre d'hommes       | Unités subalternes                | Grade de commandement                 |
| ------------ | ------------------- | --------------------------------- | ------------------------------------- |
| Heeresgruppe | + 300 000           | 2 à + Armeen (Armées)             | Generaloberst ou Generalfeldmarschall |
| Armee        | + 100 000 - 300 000 | 2 à + Armeekorps (Corps d'armées) | General ou Generaloberst              |
| Armeekorps   | + 30 000 - 80 000   | 2 à + Divisionen (Division)       | Generalleutnant ou General            |
| Division     | + 10 000 – 20 000   | 2 à 6 Brigaden (Brigade)          | Generalmajor ou Generalleutnant       |
| Brigade      | + 3 000 – 5 000     | jusqu'à 3 Regimentern (Régiment)  | Oberst ou Generalmajor                |

## Historique
Le II. Armeekorps est fondé à partir du 1er octobre 1934 avec le personnel d'origine de la 2e division de la Reichswehr, situé à Stettin dans le Wehrkreis II (deuxième district militaire).
Au printemps 1935, le personnel forme le Generalkommando II. Armeekorps. Le 26 ooût 1939, il est mobilisé par le commandement général. 

## Organisation

### Commandants successifs
| Date                                | Grade                    | Commandant                           |
| ----------------------------------- | ------------------------ | ------------------------------------ |
| Création - Avril 1935               | Generalleutnant          | Fedor von Bock                       |
| Avril 1935 - 10 novembre 1938       | General der Infanterie   | Johannes Blaskowitz                  |
| 10 novembre 1938 - 30 mai 1940      | Generaloberst            | Adolf Strauß                         |
| 30 mai 1940 - 21 juin 1940          | General der Infanterie   | Carl-Heinrich von Stülpnagel         |
| 21 juin 1940 - Mai 1942             | General der Infanterie   | Walter Graf von Brockdorff-Ahlefeldt |
| Juin 1942 - 1er juillet 1942        | General der Panzertruppe | Otto von Knobelsdorff                |
| 1er juillet 1942 - 28 novembre 1942 | General der Infanterie   | Walter Graf von Brockdorff-Ahlefeldt |
| 28 novembre 1942 - 1er avril 1944   | General der Infanterie   | Paul Laux                            |
| 1er avril 1944 - 5 mai 1944         | Generalleutnant          | Wilhelm Hasse                        |
| 5 mai 1944 - 11 mai 1944            | Generalleutnant          | Kurt von Tippelskirch                |
| 11 mai 1944 - 3. juillet 1944       | General der Infanterie   | Paul Laux                            |
| 15 juillet 1944 - 15 janvier 1945   | General der Infanterie   | Wilhelm Hasse                        |
| 15 janvier 1945 - 1er avril 1945    | General der Infanterie   | Dr. Johannes Mayer                   |
| 1er avril 1945 - 8 mai 1945         | Generalleutnant          | Alfred Gause                         |

### Chef des Generalstabes
| Date                                | Grade        | Commandant                  |
| ----------------------------------- | ------------ | --------------------------- |
| Création - 12 octobre 1937          | Generalmajor | Hans von Salmuth            |
| 12 octobre 1937 - 30 septembre 1939 | Generalmajor | Bruno Bieler                |
| 30 septembre 1939 - 24 octobre 1939 | Oberst i.G.  | Friedrich Hoßbach           |
| 24 octobre 1939 - 1er décembre 1939 | ?            | ?                           |
| 1er décembre 1939 - 27. mai 1942    | Oberst i.G.  | Viktor Koch                 |
| 27 mai 1942 - 15 novembre 1943      | Oberst i.G   | Karl-Erich Schmidt-Richberg |
| 15 novembre 1943 - Mai 1945         | Oberst i.G   | Wilhelm Huhs                |

### 1. Generalstabsoffizier (Ia)
| Date                                  | Grade               | Commandant               |
| ------------------------------------- | ------------------- | ------------------------ |
| 25 mars 1938 - 19 septembre 1939      | Oberstleutnant i.G. | Hermann Böhme            |
| 19 septembre 1939 - 23 octobre 1939   | Oberstleutnant i.G. | Friedrich-Wilhelm Prüfer |
| 25 octobre 1939 - 11 septembre 1940   | Oberstleutnant i.G. | Walther von Hünersdorff  |
| 11 septembre 1940 - 23 septembre 1942 | Oberstleutnant i.G. | Robert Praefke           |
| 23 septembre 1942 - 15 juin 1943      | Major i.G.          | Heinrich Gehm            |
| 15 juin 1943 - 1er décembre 1943      | Major i.G.          | Dietmar Eckert           |
| 1er décembre 1943 - 10. mai 1944      | Major i.G.          | Hermann Linn             |
| 10 mai 1944 - 20 janvier 1945         | Major i.G.          | Ulrich Weise             |
| 20 janvier 1945 - Mai 1945            | Major i.G.          | Dieter Schwarz           |

## Théâtres d'opérations
- Pologne : Septembre 1939 - Mai 1940
- France : Mai 1940 - Juin 1941
- Front de l'Est, secteur Nord : Juin 1941 - Octobre 1944
- Poche de Coulande : Octobre 1944 - Mai 1945

## Ordre de batailles

### Rattachement d'Armées
| Date         | Armée                 | Groupe d'Armées      |
| ------------ | --------------------- | -------------------- |
| 1939         |                       |                      |
| 26 août      | 4. Armee              | Heeresgruppe Nord    |
| 29 septembre | 4. Armee              | Heeresgruppe B       |
| 1940         |                       |                      |
| 1er janvier  | 4. Armee              | Heeresgruppe B       |
| 8 mars       | 4. Armee              | Heeresgruppe A       |
| 1er juin     | 4. Armee              | Heeresgruppe B       |
| 27 juin      | 6. Armee              | Heeresgruppe B       |
| 11 septembre | 6. Armee              | Heeresgruppe C       |
| 26 octobre   | 6. Armee              | Heeresgruppe D       |
| 1941         |                       |                      |
| 1er janvier  | 6. Armee              | Heeresgruppe D       |
| Mars         | 18. Armee             | Heeresgruppe B       |
| 22 avril     | 16. Armee             | Heeresgruppe C       |
| Juin         | 16. Armee             | Heeresgruppe Nord    |
| 1942         |                       |                      |
| 1er janvier  | 16. Armee             | Heeresgruppe Nord    |
| 1943         |                       |                      |
| 1er janvier  | 16. Armee             | Heeresgruppe Nord    |
| 1944         |                       |                      |
| 1er janvier  | 16. Armee             | Heeresgruppe Nord    |
| 15 août      | 18. Armee             | Heeresgruppe Nord    |
| 26 août      | Armee-Abteilung Narwa | Heeresgruppe Nord    |
| 26 septembre | 18. Armee             | Heeresgruppe Nord    |
| 17 octobre   | 16. Armee             | Heeresgruppe Nord    |
| Novembre     | 18. Armee             | Heeresgruppe Nord    |
| 1945         |                       |                      |
| Janvier      | 18. Armee             | Heeresgruppe Nord    |
| Février      | 18. Armee             | Heeresgruppe Kurland |

### Unités subordonnées
1er mars 1939
- 12. Infanterie-Division
- 32. Infanterie-Division

1er septembre 1939
- 3. Infanterie-Division
- 32. Infanterie-Division

1er décembre 1939
- 12. Infanterie-Division
- 32. Infanterie-Division

1er février 1940
- 12. Infanterie-Division
- 32. Infanterie-Division
- 62. Infanterie-Division

10 février 1940
- 32. Infanterie-Division
- 7. Panzer-Division

16 juin 1940
- 31. Infanterie-Division
- 12. Infanterie-Division
- 32. Infanterie-Division

21 décembre 1940
- 6. Infanterie-Division
- 256. Infanterie-Division
- 216. Infanterie-Division

10 avril 1941
- 32. Infanterie-Division
- 206. Infanterie-Division
- 21. Infanterie-Division

31 juillet 1941
- 12. Infanterie-Division
- 32. Infanterie-Division
- 123. Infanterie-Division

22 janvier 1942
- 123. Infanterie-Division
- 32. Infanterie-Division
- 12. Infanterie-Division
- SS-Division "Totenkopf"

24 juin 1942
- 218. Infanterie-Division
- 23. Infanterie-Division
- 225. Infanterie-Division
- 32. Infanterie-Division
- 12. Infanterie-Division
- 30. Infanterie-Division
- 281. Sicherungs-Division
- 290. Infanterie-Division
- SS-Division "Totenkopf"
- Freikorps "Dänemark"

22 décembre 1942
- 23. Infanterie-Division
- 225. Infanterie-Division
- 32. Infanterie-Division
- 12. Infanterie-Division
- 30. Infanterie-Division
- 122. Infanterie-Division
- 281. Sicherungs-Division
- 126. Infanterie-Division
- 58. Infanterie-Division
- 290. Infanterie-Division
- 8. Jäger-Division
- 81. Infanterie-Division
- 329. Infanterie-Division

7 juillet 1943
- 331. Infanterie-Division
- 12. Infanterie-Division
- 218. Infanterie-Division
- 123. Infanterie-Division
- 93. Infanterie-Division

4 août 1943
- 331. Infanterie-Division
- 123. Infanterie-Division
- 12. Infanterie-Division
- 93. Infanterie-Division
- 218. Infanterie-Division

14 septembre 1943
- 331. Infanterie-Division
- 12. Infanterie-Division
- 93. Infanterie-Division
- 218. Infanterie-Division

5 janvier 1944
- 218. Infanterie-Division
- 93. Infanterie-Division
- 331. Infanterie-Division

14 avril 1944
- 93. Infanterie-Division
- 28. Jäger-Division
- 329. Infanterie-Division

1er mai 1944
- 28. Jäger-Division
- 329. Infanterie-Division

15 mai 1944
- 23. Infanterie-Division
- 329. Infanterie-Division

1er juin 1944
- 23. Infanterie-Division
- 329. Infanterie-Division
- 81. Infanterie-Division

16 septembre 1944
- 563. Grenadier-Division
- 87. Infanterie-Division
- Kampfgruppe 207. Sicherungs-Division

1er mars 1945
- 263. Infanterie-Division
- 563. Volksgrenadier-Division
- Kampfgruppe 290. Infanterie-Division

## Sources
- (de) II. Armeekorps sur lexikon-der-wehrmacht.de